# Mill Brook (dopływ Northumberland Strait)
Mill Brook – strumień (brook) w kanadyjskiej prowincji Nowa Szkocja, w hrabstwie Antigonish, płynący w kierunku północnym i uchodzący do cieśniny Northumberland Strait; nazwa urzędowo zatwierdzona 7 marca 1951.